# EXOSC6
EXOSC6 (англ. Exosome component 6) – білок, який кодується однойменним геном, розташованим у людей на короткому плечі 16-ї хромосоми. Довжина поліпептидного ланцюга білка становить 272 амінокислот, а молекулярна маса — 28 235.
| 10         |  | 20         |  | 30         |  | 40         |  | 50         |
| ---------- |  | ---------- |  | ---------- |  | ---------- |  | ---------- |
| MPGDHRRIRG |  | PEESQPPQLY |  | AADEEEAPGT |  | RDPTRLRPVY |  | ARAGLLSQAK |
| GSAYLEAGGT |  | KVLCAVSGPR |  | QAEGGERGGG |  | PAGAGGEAPA |  | ALRGRLLCDF |
| RRAPFAGRRR |  | RAPPGGCEER |  | ELALALQEAL |  | EPAVRLGRYP |  | RAQLEVSALL |
| LEDGGSALAA |  | ALTAAALALA |  | DAGVEMYDLV |  | VGCGLSLAPG |  | PAPTWLLDPT |
| RLEEERAAAG |  | LTVALMPVLN |  | QVAGLLGSGE |  | GGLTESWAEA |  | VRLGLEGCQR |
| LYPVLQQSLV |  | RAARRRGAAA |  | QP         |  |            |  |            |

A: Аланін

C: Цистеїн

D: Аспарагінова кислота

E: Глутамінова кислота

F: Фенілаланін

G: Гліцин

H: Гістидин

I: Ізолейцин

K: Лізин

L: Лейцин

M: Метіонін

N: Аспарагін

P: Пролін

Q: Глутамін

R: Аргінін

S: Серин

T: Треонін

V: Валін

W: Триптофан

Задіяний у такому біологічному процесі, як процесмнг рРНК. 
Білок має сайт для зв'язування з РНК. 
Локалізований у цитоплазмі, ядрі, екзосомі.